# Nymphon parasiticum
Nymphon parasiticum is een zeespin uit de familie Nymphonidae. De soort behoort tot het geslacht Nymphon. Nymphon parasiticum werd in 1906 voor het eerst wetenschappelijk beschreven door Merton. 